# Helly Hansen

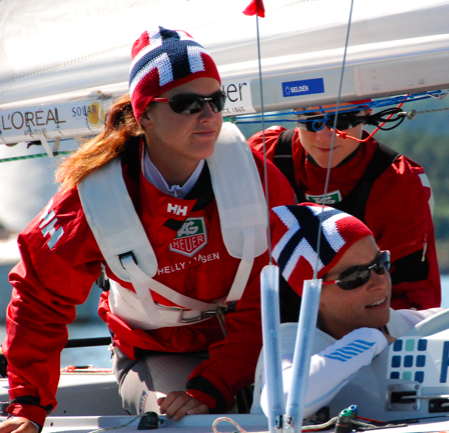
Helly Hansen Yngling Seiling 2008

Helly Hansen är en tillverkare av textilier och speciell utrustning för sport och arbete på havet och på land, med huvudkontor i Oslo, Norge. Huvudkontoret låg tidigare från bolagets grundande, 1877, fram till oktober 2009 i Moss i Norge. 
Helly Juell Hansen grundade företaget 1877 i Moss under namnet Helly J. Hansens Oljeklædefabrik. Tillsammans med sin fru Maren Margarethe tillverkade han oljeskinnsjackor och annan utrustning. 1878 började man exportera sedan man vunnit pris vid världsutställningen i Paris. Från 1920-talet började man tillverka i syntetiska material; linox och från 1931 Lin-O-Let. 1949 utvecklades helox som blev en storsäljare. Fibrepile, Helly Hansens välkända värmetröja blev populär inom skogsindustrin och har sedan spridit sig till privatkonsumenter sedan den introducerades 1961.
I samband med utvecklingen av den norska oljeutvinningsindustrin utvecklade företaget moderna arbets- och överlevnadskläder. Efterhand har man etablerat sig inom segmenten outdoor och sport och tillverkar funktionella jackor och overaller. 1997 köptes Helly Hansen av det Bahrain-baserade företaget Investcorp. Sedan 2006 ägs företaget av Altor Equity Partners.
Varumärket syns bland annat i TV-programmet Deadliest Catch och i filmerna The Perfect Storm och Touching the Void. På konsumentsidan har Helly Hansen en stark kundkrets inom segling och snösport, samt producerar kläder och skor för vardaglig och allmän aktiv användning.